# Jirgen Habermas
Jirgen Habermas (Diseldorf, 18. jun 1929) nemački je sociolog i filozof, pobornik kritičke teorije i pragmatizma. Studirao je sociologiju i filozofiju na Johan Volfgang Gete Univerzitetu Frankfurta na Majni tj. Institutu za društvena istraživanja. Možda bi se moglo reći da je najpoznatiji po svojoj teoriji komunikativne akcije i koncepta javne sfere koji je predstavljen u njoj. Na globalnom nivou konstantno se zapaža rasprostranjeno mišljenje da se Habermas prepoznaje kao jedan od vodećih svetskih intelektualaca.
Obzirom da je bio povezan sa Frankfurtskom školom, njegov rad i istraživanje je usmeren na osnove sociološke teorije i epistemiologije, analizu kapitalističkih društava u razvoju i demokratije, vladavinu prava u kritičkom socio-evolucionarnom konteksu, kao i analizu savremene a posebno nemačke politike. Habermasov teorijski sistem je posvećen istraživanju sposobnosti razuma, emancipaciji i racionalno-kritičkoj komunikaciji koja je potisnuta u modernim institucijama, kao i čovekovoj sposobnosti da promišljeno sledi svoje interese zasnovane na racionalnosti.
Habermas je poznat i po svom radu na konceptu modernosti, koji je napisao posebno u vezi sa raspravom o racionalizaciji, predstavljenoj od Maksa Vebera. Na njega je uticao američki pragmatizam, akciona teorija, pa čak i poststrukturalizam.
Habermas je otac Rebeke Habermas, istoričarke nemačke sociološke i kulturološke istorije i profesorke moderne istorije u Getingenu.
Inostrani član Srpske nauke i umetnosti od 15. decembra 1988.

## Biografija
Jirgen Habermas je rođen u Dizeldorfu, Rajnskoj oblasti, 1929, u srednjoklasnoj tradicionalnoj porodici. Rascep nepca mu je onemogućavao da govori jasno, što je dovelo do toga da se često susretao sa odbacivanjem od strane društva. U detinjstvu je imao dve operacije kako bi otklonio ovaj problem. Habermas tvrdi da ga je upravo ova govorna mana dovela do toga da drugačije razmišlja o važnosti komunikacije i njegovoj većoj sklonosti pisanju nego govoru.
Kao mladi adolescent, bio je suočen sa Drugim svetskim ratom, što je jako uticalo na njega. Sve do završetka gimnazije, on je živeo u Gumersbahu, blizu Kelna. Njegov otac, Ernst Habermas, bio je izvršni direktor kelnske komore za industriju i trgovinu, i bio je opisan od strane Habermasa kao simpatizer nacista. On je odrastao u strogoj protestantskoj sredini, na šta je dosta uticalo to što je njegov deda bio direktor Bogoslovije u Gumersbahu. Studirao je na Univerzitetu u Getingenu(1949/50), Univerzitetu u Cirihu (1950/51) i Bonu (1951 – 1954), gde je doktorirao filozofiju sa disertacijom napisanoj o konfliktima između apsoluta i istorije u Šelingovim idejama, pod naslovom: ‘’Das Absolute und die Geschichte. Von der Zwiespältigkeit in Schellings Denken‘‘ (‘‘Apsolut i istorija: raskol u Šelingovim idejama‘‘). Članovi komisije koji su ocenjivali njegov rad bili su i Erih Rothaker i Oskar Beker, koji su bili i njegovi filozofski učitelji.
Nakon promocije 1954, Habermas je jedno vreme honorarno sarađivao sa novinama i časopisima, a 1956. postaje asistent Centra za kritičku teoriju pri Institutu za društvena istraživanja, gde su mu mentori bili jedni od utemeljivača kritičke teorije društva - Maks Horkhajmer i Teodor Adorno. Tamo ostaje do 1959, baveći se uglavnom empirijskim istraživanjima društvenih pojava. Zbog sukoba ovih mentora oko njegove disertacije – Horkhajmer je imao neprihvatljive zahteve koji su se ticali izmene njegovog rada – kao i njegovo verovanje da je Frankfurtska škola postala ograničena političkim skepticizmom i omalovažavanjem moderne kulture - on je završio njegovu habilitaciju, za koju je dobio stipendiju od nemačke istraživačke zajednice, na političkim naukama na Univerzitetu u Marburgu pod okriljem marksiste Volfganga Abendrota. Naslov njegovog habilitacionog rada je glasio: ‘‘Strukturwandel der Öffentlichkeit; Untersuchungen zu einer Kategorie der Bürgerlichen Gesellschaft ‘‘(‘‘Strukturna transformacija javne sfere: istraga u kategoriji buržoaskog društva‘‘). To je detaljno praćenje socijalne istorije razvoja buržoaske javne sfere od njenog nastanka u XVIII veku u salonima, pa sve do njene promene nastale pod uticajem mas medija koji predstavljaju tvorevinu kapitalizma. 1961. godine postao je privatdozent (neko ko ima formalne kvalifikacije koje mu omogućavaju da samostalno podučava studente na univerzitetu) u Marburgu – i dobio je ponudu, koja je bila jako neobična za nemačko akademsko društvo u tom periodu – da postane vanredni profesor filozofije na Univerzitetu u Hajdelbergu (na podstrekivanje Hans – Džordž Gadamera i Karla Lowitha) 1962, koju je on prihvatio. Iste godine je prvi put privukao pažnju javnosti u Nemačkoj, nakon publikacije njegove habilitacije. 1964, sa velikom podrškom od strane Adorna, on se vraća u Frankfurt i preuzima mesto profesora sociologije i filozofije, koje je nekad pripadalo Horkhajmeru. Filozof Albert Velmer je bio njegov asistent u Frankfurtu u periodu od 1966. do 1970. godine.
Prihvatio je poziciju upravnika istraživačkih projekata Maks Plank Instituta za istraživanje životnih uslova naučno – tehničkog sveta u Štarnbergu (blizu Minhena) 1971, i radio je tamo do 1983, dve godine posle objavljivanja njegovog najpopularnijeg rada (magnum opusa): Teorija komunikativne akcije. 1984. izabran je za počasnog inostranog člana Američke akademije za umetnost i nauku.
Nakon toga, Habermas se vraća njegovoj katedri u Frankfurtu i mestu direktora na Institutu za društvena istraživanja. Od kada se povukao sa Frankfurtskog univerziteta (1993), nastavio je da objavljuje svoje radove. 1986. dobio je nagradu Gotfrida Vilhelm Lajbnica, koju dodeljuje Nemačka istraživačka fondacija, koja predstavlja najveće priznanje za istraživački rad u Nemačkoj. Takođe, on često drži predavanja i na Nortvestern Univerzitetu u Evanstonu, Iilinoisu i predaje na katedri ‘‘Teodora Hojsa‘‘ na Njujorškom univerzitetu ¨New school‘‘.
Objavio je veliki broj knjiga i članaka koji su većinom prevedeni na veće svetske jezike; držao je mnoštvo seminara i predavanja u većem broju zemalja; uređivao Suhrkampovu biblioteku i bio konsultativni urednik više časopisa.
Habermas je dobio nagradu ¨Princ of Asturias Award¨ u društvenim naukama 2003. Jirgen je takođe 2004. dobio nagradu Kyoto Laureate u oblasti Umetnost i filozofija. Otputovao je u San Dijego i petog marta 2005, kao deo Univerziteta iz San Dijega na Kjoto simpozijumu, spremio je govor pod naslovom: Javna uloga religije u svetovnom kontekstu, u pogledu evolucije u razdvajanju crkve i države, koje je išlo od neutralnosti do sekularizma. 2005. godine je dobio Holbergovu internacionalnu komemorijalnu nagradu (oko 520.000 dolara). 2007. bio je na sedmom mestu liste najcitiranijih autora u čovečanstvu (uključujući i u društvenim naukama) od strane The Times Higher Education Guide, ispred Maksa Vebera, a iza Irvinga Gofmana.

### Učitelj i mentor
Habermas je čuveni mentor i učitelj. Među njegovim najistaknutijim studentima bio je filozof koji se bavio pragmatikom – Herbet Šnedelbah (teorije diskurska razlika i racionalnosti), politički sociolog Klaus Ofe (profesor škole u Berlinu), sociološki filozof Johan Arnason (profesor na La Trobe Univerzitetu i glavni urednik novina ¨Thesis Eleven¨), sociološki filozof Hans – Herbet Kogler (katedra na Univerzitetu u Severnoj Karolini), sociološki teoretičar Hans Joas (profesor na Univerzitetu Erfrut i Univerzitetu u Čikagu), teoretičar društvene evolucije Klaus Eder, sociološki filozof Aksl Honet (trenutni direktor Instituta za društvena istraživanja), etičar koji se bavio životnom sredinom Konard Ot, anarhističko – kapitalistički filozof Hans – Herman Hope, američki filozof Tomas MekKarti, jedan od stvaralaca pažljivog ispitivanja u društvenim istraživanjima Džeremi J. Šapiro, i nekadašnji srpski premijer Zoran Đinđić.

## Teorija
Habermas je konstruisao sveobuhvatni okvir za društvene teorije i filozofiju, na osnovu izvlačenja iz mnogobrojnih teorija koje su već neko vreme postojale:
- Nemačka filozofija zasnovana na delima Imanuela Kanta, Vilhelma Diltaja, G. V. F. Hegela, Fridriha Šelinga, Hansa Džordž Gadamera i Edmund Huserla;
- Marksizam: obe teorije Karla Marksa i kritička neomarksistička teorija Frankfurtske škole (Maks Horkhajmer, Teodor Adorno i Herbet Markuze);
- Sociološke teorije Maksa Vebera, Emila Dirkema i Džordž Herbet Mida;
- Lingvistička filozofija i teorije govornog akta Ludviga Vitgenštajna, J. L. Ostina, P. F. Stravsona, Stiven Tulmina i Džon Sirla;
- Razvojna psihologija Žana Pijažea i Lorens Kolberg;
- Američki pragmatizam Čarlsa Sandersa Pirsa i Džona Djuia;
- Sociološke društvene sistemske teorije Talkota Parsonsa i Niklasa Lumana.
- Neokantovske ideje.

Jirgen Hansen smatra da je njegov najveći doprinos to što je razvio concept teorije komunikativne akcije, koja se razlikuje od ideja racionalista, stavljajući racionalnost u strukturu međuljudske komunikacije, pre nego u strukturu kosmosa. Ova društvena teorija doprinosi ljudskoj emancipaciji kao cilju, dok istovremeno uključuje okvir univerzalističkog morala. Ovaj okvir počiva na tvrdnji koja se zove univerzalistički pragmatizam – gde svaki govorni akt ima inherentno telos (grčka reč za ¨smisao ¨) – cilj je postići uzajamno razumevanje, a ljudska bića imaju tu komunikacionu sposobnost koja može da dovede do njihovog međusobnog razumevanja. Habermas je izgradio ovaj okvir zahvaljujući filozofiji govornog akta Ludviga Vitgenštajna, J. L. Ostina i Džona Sirla, sociološke interakcionističke teorije Džordža Herberta Mida , teorije moralnog razvoja Žana Pijažea i Lorens Kolberg i etičkog diskursa njegovog učenika Karl Otoa sa frankfurtskog univerziteta.
Habermasov rad odjekivao je unutar Kantove misli, Prosvetiteljstva i demokratskog socijalizma tj. njegove faze potencijalne transformacije sveta u humanije i ravnopravnije društvo, kroz ostvarenje potencijalnog ljudskog razuma u delu etičkog diskursa. Habermas je tvrdio da je Prosvetiteljstvo nedovršen projekat, koji treba izmeniti i završiti, a ne obezvređivati. U ovome se njegovo mišljenje ne poklapa sa Frankfurtskom školom, kao ni sa postmodernističkom misli zbog prekomernog pesimizma, radikalizma i preuveličavanja.
U sociologiji, njegov najveći doprinos bio je razvoj sveobuhvatne teorije društvene evolucije i modernizma, fokusirane na razlici između komunikacione racionalnosti i racionalizacije s jedne strane, i strategijske/instrumentalne racionalnosti i racionalizacije sa druge strane. Ovo uključuje i kritiku sa komunikativne tačke gledišta na razlikama zasnovanoj teoriji društvenog sistema Niklasa Luhmana, učenika Talkota Parsonsa.
Njegova odbrana modernosti i ljudske zajednice bila je izvor inspiracije drugima, i smatra se najvećom filozofskom alternativom u odnosu na različite varijante poststrukturalizma. Takođe, on je ponudio jednu uticajnu analizu kasnog kapitalizma.
Habermas opaža racionalizaciju, humanizaciju i demokratizaciju društva u pojmu institucionalizacije potencijala za racionalnost koja je neodvojiva od sposobnosti za komuniciranje, dok je ta sposobnost jedinstvena za ljudsku vrstu. Habermas kaže da se sposobnost za komuniciranje kod ljudi razvijala kroz proces evolucije, ali u savremenom društvu je često potisnuta od strane nekih drugih društvenih oblasti, kao što su država, organizacija, tržište, odnosno, preovladava strateška/instrumentalna racionalnost, tako da je ona potiskuje iz ¨živog sveta¨

### Rekonstruktivna nauka
Habermas je upotrebio pojam ‚‘‘rekonstruktivna nauka‘‘ koji ima dva smisla: da postavi opštu društvenu teoriju između filozofije i društvene nauke, i obnovi sukob između ‘‘velikog teoretisanja‘‘ i ‘‘iskustvenog istraživanja‘‘. Model racionalne rekonstrukcije predstavlja glavnu nit istraživanja strukture svetova života (kultura, društvo i ličnost) i njihove funkcije (kulturna reprodukcija, društvena integracija i socijalizacija). U svrsi ovoga, dijalektička veza između simboličkog predstavljanja struktura podređenih svim svetovima života (unutrašnje veze) i materijalne reprodukcije društvenog sistema u njihovom kompleksu (spoljašnja veze između društvenog sistema i životne sredine) mora biti razmatrana. Ovaj model pronalazi primenu u teoriji socijalne evolucije, polazeći od rekonstrukcije neophodnih uslova za filogenetske društveno - kulturne životne forme (očovečavanja) sve do analize razvoja socijalnih tvorevina, koje Habermas razdvaja na primitivne, tradicionalne, moderne i savremene tvorevine. To delo predstavlja, primarno, pokušaj da se formuliše rekonstrukcija logičkog razvoja socijalnih tvorevina sumiranih od strane Habermasa kroz njegovo razlikovanje živog sveta od društvenog sistema (i, unutar njih, kroz racionalizaciju svetova života i rast u složenom društvenom sistemu). Sekundarno, ono nudi neka metodološka pojašnjenja ‘‘objašnjenja dinamike istorijskih procesa‘‘ , i delom o teoretskom smislu predloga teorije evolucije. Čak i da nemački sociolog smatra da naknadno prosuđivanje racionalne rekonstrukcije i modela sistema/životne sredine ne mogu da imaju kompletnu istoriografsku upotrebu, oni svakako deluje kao opšta tvrdnja u polemičkoj strukturi istorijskog objašnjenja.

### Javna sfera
U delu ,,Strukturalna transformacija javne sfere‘‘ Habermas tvrdi da je pre XVIII veka, evropska kultura bila pod uticajem ‘‘reprezentativne‘‘ kulture, gde je jedna strana zahtevala da predstavljala sebe svojoj publici preko svojih nadmoćnih predmeta. Kao primer reprezentativne kulture, Jirgen navodi primer palate u Versaju Luja XIV, koja je trebalo da predstavlja moć Francuske i njenog kralja, izazivajući osećaj strahopoštovanja kod posetilaca. Habermas identifikuje reprezentativne kulture kao odgovarajući stadijum feudalnog razvoja, u skladu sa marksističkom teorijom, tvrdeći da je dolazeći kapitalistički stadijum razvoja društva označen pojavom javne sfere. U kulturi u kojoj je karakteristična pojava javne sfere, pojavljuje se javni prostor koji je van kontrole države, gde individue razmenjuju svoje poglede na svet i znanja. Prema njemu, razvoj novina, žurnalizma, čitalačkih klubova, masonskih loža, kafea u XVIII veku u Evropi, svaki na svoj način, obeležio je postepenu zamenu reprezentativne kulture sa javnom sferom. On je smatrao da je osnovna karakteristika javne sfere njena ‘‘kritička‘‘ priroda. Za razliku od reprezentativne kulture gde je jedan deo bio aktivan, a drugi pasivan, kultura javne sfere je okarakterisana kao dijalog između individua, bilo putem razgovora, bilo putem razmene pogleda na svet preko štampanih medija. Habermas je spomenuo da se u Britanija kao najliberalnijoj zemlja u Evropi, kultura javne sfere pojavila oko 1700, a da se na ostatak kontinentalnog dela Evrope proširila sredinom XVIII veka. Po njemu, Francuska revolucija je velikim delom prouzrokovana kolapsom reprezentativne kulture i njenom zamenom od strane javne sfere. Obzirom da je Habermasova glavna briga u ovom delu bila da razotkrije šta smatra varljivom prirodom slobodnih institucija na Zapadu, njegova knjiga je imala veliki uticaj na istoriografiju Francuske revolucije.
Prema Habermasu, nekoliko faktora bi moglo da dovede do eventualnog propadanja javne sfere, uključujući tu i razvoj komercijalnih mas medija, koji su pretvorili kritičku publiku u pasivnu potrošačku publiku; i država blagostanja, koja je spojila državu sa društvom toliko prisno da je javna sfera nestala. Ona je takođe javnu sferu pretvorila pre u sferu gde individualni interesi osporavaju resurse države nego prostor za razvoj javne racionalne saglasnosti.
Njegovo najpoznatije delo do danas ‘‘Teorija komunikativne akcije‘‘ (1981), zasnovano je na adaptaciji ADL paradigme Talkota Parsonsa. U ovom delu, on je kritikovao proces modernizacije, koji je on video kao nefleksibilnu prisiljenu akciju vođenu od strane ekonomske i administrativne racionalizacije. On je istakao kako su naši svakodnevni životi prodrli u formalni sistem, uporedo sa razvojem države blagostanja, korporativnog kapitalizma i masovne potrošnje. Ovi pojačani trendovi racionalizuju javni život. Oduzimanje prava glasa građanima dešava se kada političke partije i interesne grupe postanu racionalizovane, a predstavljajući demokratija zameni participativnu demokratiju. Kao posledica, granice između javnog i privatnog, društva i pojedinca, sistema i sveta života počinju da se gube. Demokratija ne može da se razvija tamo gde se o stvarima od javnog značaja ne diskutuje sa građanima. Idealna govorna situacija zahteva od učesnika da imaju iste mogućnosti govora, da budu društveno jednaki i da njihove reči ne budu protumačene kao ideologija ili da se napravi neka druga greška. U ovoj verziji, kao konsenzus istinite teorije, Habermas kaže da je istina ono što će biti dogovoreno u idealnoj govornoj situaciji.
On je izrazio optimizam što se tiče mogućnosti oživljavanja javne sfere. Jirgen vidi nadu u budućnosti gde reprezentativnu demokratiju, koja se oslanja na nacionalne države, zamenjuje deliberativna demokratija, koja se oslanja na politički organizam koji je zasnovan na jednakim pravima i obavezama svih građana. U takvom direktnom demokratsko – upravljačkom sistemu, aktivnost javnog mnjenja je neophodna za debate o stvarima od javnog značaja, kao i mehanizam koji će uticati na proces odlučivanja i donošenja odluka.
Nekoliko akademika je dalo različite kritike Habermasove misli u vezi javne sfere. Džon B. Tompson, profesor sociologije na Kembridžu, ukazao je na to da je Habermasova misao o javnoj sferi zastarela usled rasprostranjenja komunikacije preko masovnih medija. Majkl Šadson, sa Univerziteta iz Kalifornije, San Dijega, kaže da javno mnjenje, kao prostor čiste racionalne nezavisne debate, nikad nije postojao.

## Habermas protiv postmodernizma
Habermas je stvorio jednu ranu kritiku u svom eseju ¨Modernost protiv postmodernosti‘‘ (1981) koja je dobila široko priznanje. U tom eseju Habermas postavlja pitanje, u svetlu grešaka iz dvadesetog veka, da li treba da se držimo namera prosvetiteljstva, nemoćnih kao što mogu biti, ili treba ceo proces modernosti okarakterisati kao izgubljen slučaj? On odbija da odustane od opcije racionalnog, naučnog razumevanja sveta života.
On ima nekoliko kritika postmodernizma:
- Postmodernisti su nepouzdani, bilo da stvaraju neke ozbiljne teorije ili literaturu;
- On smatra da su oni animirani normativnim osećajima, ali priroda ovih osećanja ostaje sakrivena čitaocu;
- Habermas ih optužuje da totalizuju perspektivu koja ne razlikuje pojave i radnje koje se nalaze unutar modernog društva;

Jirgen tvrdi da oni ignorišu ono što on smatra najvažnijim – svakodnevni život i njegove radnje.

## Ključni dijalozi

### Istorijski spor (Historikerstreit)
Habermas je poznat ne samo kao intelektualac, već i kao učenjak; posebno je značajno što je osamdesetih godina prošlog veka koristio popularnu štampu kako bi kritikovao nemačke istoričare Ernsta Noltea, Majkla Štrumera, Klausa Hildebranda i Andreasa Hilgrubera. Habermas je prvo iskazao svoje mišljenje o prethodno navedenim istoričarima u nemačkom časopisu ‚‘‘Die Zeit‘‘ 11. jula 1986, u feljtonu (odeljak za umetnost i kulturu) pod nazivom: ‘‘Neka vrsta poravnjanja za odštetu‘‘. On ih je kritikovao zbog apologističkog načina pisanja o istoriji za vreme nacista i zbog traženja načina da zatvore otvaranje Nemačke ka Zapadu, što je, po Habermasu, trajalo od 1945. On je tvrdio da su oni nastojali da odvoje nacističku vladavinu i holokaust od matične nemačke istorije, objašnjavajući nacizam kao reakciju na boljševizam, i delimično rehabilitujući ugled Vermahta (nemačke armije) tokom Drugog svetskog rata. Habermas je pisao da je Štrumer pokušavao da stvori ‘‘namesničku religiju‘‘ koja, zajedno sa radom Hilgrubera, veliča poslednje dane nemačke armije na Istočnom frontu, i koja je trebalo da služi kao neka vrsta ‘‘NATO filozofije obojena nemačkim nacionalizmom‘‘. Takozvani Historikerstreit nije bio jednostran, zato što je Habermas bio napadnut od strane učenjaka Joakima Festa, Horst Milera, Hagena Šulca, Imanuela Gaeza i Klausa Hilderbarda. S druge strane, Habermasa su podržavali Martin Broszat, Hans Momsen, Eberhard Jekel i Hans – Ulrih Veler.

### Habermas i Derida
Jirgen Habermas i Žak Derida bili su angažovani u više sporova na početku osamdesetih godina prošlog veka, što je dovelo do uzajamnog razumevanja i prijateljstva između njih kasnih devedesetih, koje je trajalo sve do smrti Deride 2004. godine. Njih dvojica su prvi put stupili u kontakt onda kada je Habermas pozvao Deridu da govori na Frankfurtskom univerzitetu 1984. Sledeće godine Habermas je objavio delo ¨Izvan privremene filozofije o poreklu: Derida‘‘ u Filozofskom diskursku moderne gde je opisao Deridin metod kao nesposoban da obezbedi temelj za društvenu kritiku. Derida je, navodeći Habermasa kao primer, istakao da ‘‘oni koji su me optužili za svođenje filozofije na literaturu, logiku ili retoriku(...) oni su vidljivo i pažljivo izbegli da me razumeju‘‘. Nakon Deridinog konačnog osporavanja 1989, ova dva filozofa nisu nastavila spor, ali, kako je Derida opisao, ‘‘grupa akademika je sprovela neku vrstu ‘rata‘, kog mi nikad nismo bili deo, ni posredno, a ni neposredno‘‘.
Krajem devedesetih godina prošlog veka, Habermas je prišao Deridi na proslavi koja se održavala na Američkom univerzitetu, gde su obojica predavala. Nakon toga, našli su se u Parizu posle čega su započeli mnoge zajedničke projekte. 2000. godine održali su zajedno seminar na temu o problemima filozofije, prava, etike i politike na Frankfurtskom univerzitetu. U decembru 2000, u Parizu, Habermas je držao predavanje pod naslovom: Kako odgovoriti na etička pitanja? na Judeities - u. Konferencija ‘‘Pitanja za Žaka Deridu‘‘ organizovana od strane Jozefa Koena i Rafaela Zagurija – Orlija. Prateći Habermasovo predavanje, oba mislioca su se angažovala u veoma usplamsaloj debati o Hajdegeru i mogućnostima etike. Knjiga o ovoj konferenciji izdata je u Parizu (Editions Galilee, 2002), a zatim i u Engleskoj (Fordham University Press, 2007).
Nakon terorističkog napada 11. septembra, oni su izneli svoja pojedinačna mišljenja o tome i borbi protiv terorizma u delu Đovanija Boradorija: ‘‘Filozofija u vreme terorizma: razgovor sa Jirgenom Habermasom i Žakom Deridom‘‘. 2003. godine obojica su bila jako aktivna u osporavanju nadolazećeg ratu u Iraku; u manifestu, koji je kasnije postao knjiga ‘‘Stara Evropa, Nova Evropa, srž Evrope‘‘, oni su pozivali na udruživanje država Evropske Unije sa ciljem da se suprotstave američkoj inostranoj politici. Derida je napisao predgovor na Habermasovu deklaraciju iz februara 2003.(Februar 15, ili ‘‘Šta povezuje Evropljane: Izgovor za zajedničku inostranu politiku, počevši od jezgra Evrope‘‘) u knjizi, što je bila reakcija na Bušovu politiku koja je tražila podršku od Evropljana za nadolazeći rat u Iraku. Habermas je ponudio dalje objašnjenje za ovu izjavu u jednom intervjuu.

### Dijalozi o religiji
Njegovi stavovi prema religiji su se menjali kroz godine. Analitičar Filip Portier je identifikovao tri faze Habermasovog odnosa prema ovoj društvenoj sferi: prva, početkom osamdesetih, kada se mladi Habermas ugledao na Marksa i tvrdio da religija ‘‘otuđuje realnost‘‘ i predstavlja ‘‘sredstvo za kontrolu‘‘; druga faza, od sredine osamdesetih pa sve do XXI veka, kada je prestao da diskutuje o njoj, i kao svetovni komentator, potisnuo je u sferu privatnog života; i treća faza, od tad pa do sada, kada Habermas prepoznaje pozitivnu društvenu ulogu religije.
U jednom intervju iz 1999, Habermas je izjavio:

,,Za normativno samorazumevanje modernosti, hrišćanstvo je funkcionisalo kao nešto mnogo više od prethodnika ili katalizator. Univerzalistički egalitarizam, odakle se razvio ideal slobode i zajedničkog života u solidarnosti, samostalno vođenje života i emancipacija, individualna moralna savest, ljudska prava i demokratija, direktna je posledica jevrejske etike i hrišćanske etike o ljubavi. Ovo proisticanje, koje je suštinski nepromenjeno, predstavlja stalni objekat kritičkog prisvajanja i reinterpretacije. Sve do danas, ne postoji alternativa za nju. U svetlu sadašnjih izazova post – nacionalne konstelacije, moramo da napravimo potporu, kao u prošlosti, za ovu materiju. Sve ostalo je uzaludna postmodernistička priča‘‘.
Njegov originalni citat (preuzet sa njegovog sajta) glasi: "Das Christendom ist für das normative Selbstverständnis der Moderne nicht nur eine Vorläufergestalt oder ein Katalysator gewesen. Der egalitäre Universalismus, aus dem die Ideen von Freiheit und solidarischem Zusammenleben, von autonomer Lebensführung und Emanzipation, von individueller Gewissensmoral, Menschenrechten und Demokratie entsprungen sind, ist unmittelbar ein Erbe der jüdischen Gerechtigkeits- und der christlichen Liebesethik. In der Substanz unverändert, ist dieses Erbe immer wieder kritisch angeeignet und neu interpretiert worden. Dazu gibt es bis heute keine Alternative. Auch angesichts der aktuellen Herausforderungen einer postnationalen Konstellation zehren wir nach wie vor von dieser Substanz. Alles andere ist postmodernes Gerede". From Jürgen Habermas - "Zeit der Übergänge" (Suhrkamp Verlag) (2001). стр. 174.f.
Ova izjava je bila pogrešno navođena u mnogobrojnim člancima i knjigama, gde je Habermas citiran pojednostavljeno: ,,Hrišćanstvo, i ništa više, predstavlja ultimativni temelj slobode, savesti, ljudskih prava i demokratije, glavnih odlika zapadne civilizacije. Do danas, mi nemamo drugu opciju. Mi nastavljamo da se hranimo iz ovog izvora. Sve ostalo je postmodernističko ćaskanje”.
U njegovoj knjizi ‘’Između naturalizma i religije” 2005. godine, Habermas je tvrdio da se kao posledica multikulturalizma i imigracija javlja veća snaga religijskih sila, koja je snažnija nego u pređašnjim decenijama, i da se zbog toga javlja potreba za tolerancijom koja mora biti shvaćena kao dvosmerna ulica: svetovni ljudi treba da tolerišu ulogu svetih ljudi u javnom životu i obrnuto.
Na početku 2007, Ignatius Press, katolička izdavačka kuća, objavila je dijalog između Habermasa i Kongregacije za nauk vere, tj. njenog predstavnika, nekadašnjeg pape Benedikta XVI, izdala delo pod naslovom ‘’Dijalektika sekularizma”. Dijalog je započeo 14. januara 2004, na poziv Bavarske katoličke akademije iz Minhena. Oni su uzeli u obzir pitanja kao što su:
- Da li je javna kultura razuma i ciljane slobode moguća u današnjem postmetafizičkom dobu?
- Da li je filozofija trajno, nasumice, odsečena od njenog uzemljenja u biću i antropologiji?
- Da li je ovo opadanje racionalni znak šanse ili znak duboke krize religije?

U ovoj debati se vide promene Habermasovog pogleda na religiju – posebno, njegovo promišljanje javne uloge religije. Habermas je započeo kao ‘metodološki ateista’, što znači da kada je pisao o filozofiji ili društvenim naukama, on se nije osvrtao na verska uverenja. Ipak, dok je pisao iz ove perspektive, njegova evolucija u pogledu javne uloge religije u društvu, dovela ga je do nekih izazovnih pitanja, i kao rezultat slaganja oko nekih osnova u njegovom razgovoru sa Papom, javljaju se posledice koje dodatno komplikuju njegovo viđanje o komunikativnim racionalnostima kao rešenjima problema modernosti. Habermas veruje da čak i za one koji sebe smatraju liberalistima ‘’isključivanje religije iz javnog života je veoma neliberalno”.
Na početku svoje karijere bio je skeptičan prema bilo kakvoj korisnoj društvenoj uporebi religije, dok danas smatra da je društvena uloga i utilitaristička snaga morala upravo u religiji, a da je jevrejsko – hrišćanska etika nužna u kulturi.
Kao dodatak, Habermas je popularizovao koncept ‘‘post – sekularnog‘‘ društva, koji se odnosi na sadašnje vreme, gde je ideja modernosti shvaćena kao neuspešna, i vremenom, moralno neuspela, tako da, radije nego stratifikacija ili separatizacija, novi mirni dijalog i zajedničko postojanje između vere i razuma mora biti pronađeno u cilju uzajamnog učenja.

## Nagrade
Za svoj rad nagrađen je sledećim nagradama i priznanjima:
- 1974: Hegelova nagrada
- 1976: Nagrada Sigmunda Frojda
- 1980: Nagrada Teodora V. Adorna
- 1986: Nagrada Vilhelma Gotfrida Lajbciga
- 1987: Nagrada Soning za izuzetan doprinos evropskoj kulturi
- 1995: Nagrada Karla Jaspersa
- 1999: Nagrada Teodora Hesea
- 2001: Friedenspreis des Deutschen Buchhandels
- 2005: Holbergova nagrada
- 2003: Princ of Asturias Award u društvenim naukama
- 2004: Kyoto nagrada za umetnost i filozofiju
- 2005: Holbergova internacionalna komemorijalna nagrada
- 2006: Nagrada Bruno Krajski
- 2011: Nagrada Viktora Frankla
- 2013: Nagrada Erasmus
- 2015: Kluge Prize

## Najvažnija dela
- Strukturalna transformacija javne sfere (1962)
- Teorija i praksa (1963)
- Prilog logici društvenih nauka (1967)
- Ka racionalnom društvu (1967)
- Tehnika i nauka kao ideologija (1968)
- Znanje I ljudski interes (1968)
- Legitimaciona kriza (1975)
- Komunikacija i evolucija društva (1976)
- Pragmatizam društvene interakcije (1976)
- Teorija komunikativne akcije (1981)
- Moralna svest i komunikativno delovanje (1983)
- Filozofsko – politički profile (1983)
- Filozofski diskurs moderne (1985)
- Novi konzervativizam (1985)
- Nova tama: Kriza države blagostanja (1986)
- Postmetafizička razmišljanja (1989)
- Opravdanje i primena (1991)
- Između činjenica i normi: doprinos diskurzivnoj teoriji prava i demokratije (1992)
- Pragmatizmu u komunikaciji (1992)
- Uključivanje drugog (1996)
- Berlinska republika (1997, kolekcija intervjua sa Habermasom)
- Postnacionalna konstelacija (1998)
- Racionalnost i religija (1998)
- Istina i opravdanje (1998)
- Budućnost ljudske prirode (2003)
- Nova Evropa, Stara Evropa, srž Evrope (2005)
- Podeljeni zapad (2006)
- Dijalektika sekularizma (2007)
- Između naturalizma i religije: filozofski eseji (2008)
- Evropa. Nesigurni projekat (2009)
- Kriza Evropske Unije (2012)

## Spoljašnje veze
- Biografija na sajtu SANU
- Sandiego.edu, Kyoto